# Bobrovec
Bobrovec (ungarisch Nagybobróc) ist ein Ort und eine Gemeinde im Norden der Slowakei, mit 1984 Einwohnern (Stand 31. Dezember 2024) und liegt im Okres Liptovský Mikuláš, einem Unterteil des Žilinský kraj.

## Geographie

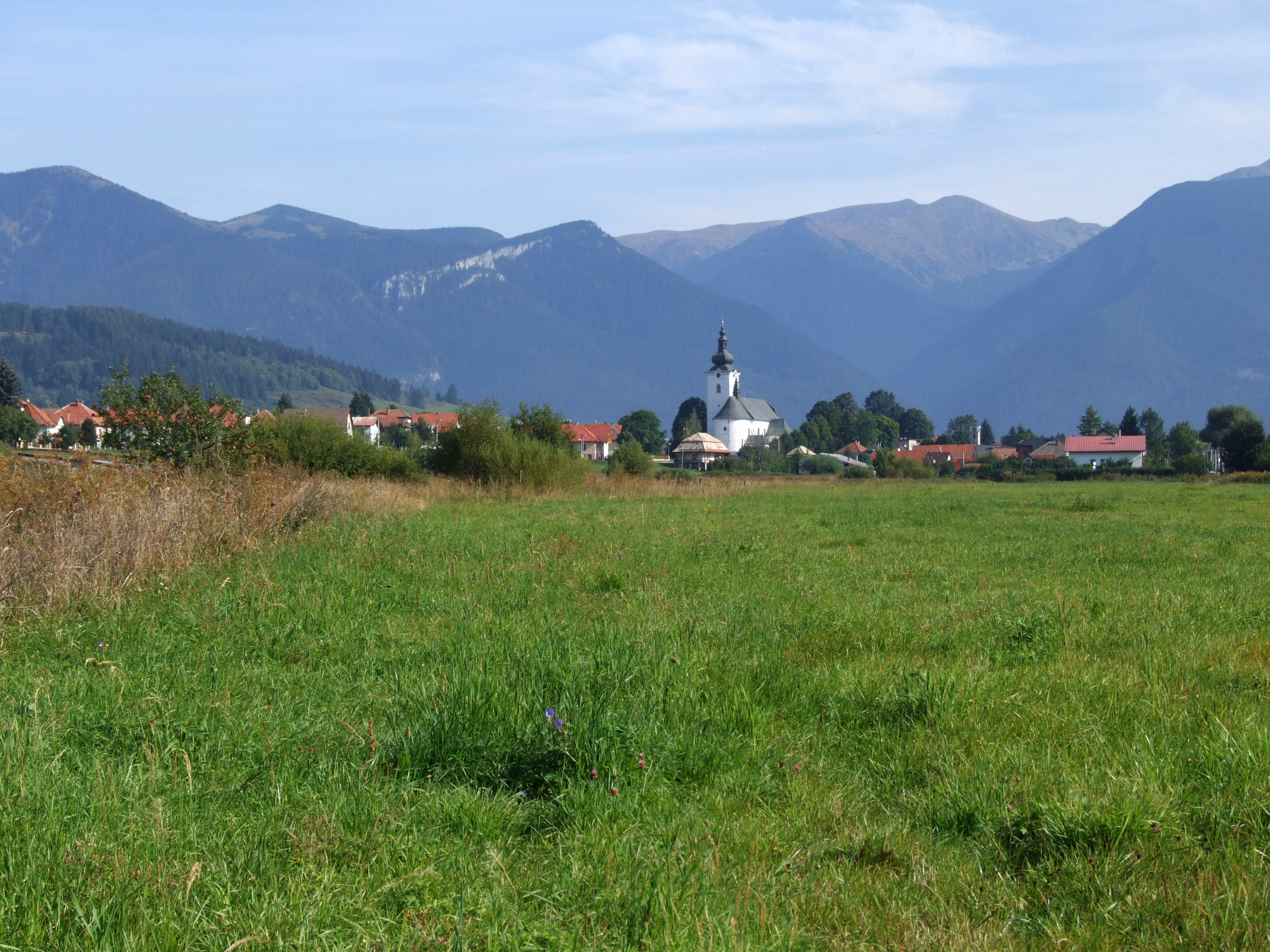
Blick auf den Ort, mit der Westtatra im Hintergrund

Bobrovec liegt in der traditionellen Landschaft Liptau im Westteil des Talkessels Podtatranská kotlina unter der Westtatra (Teil der Tatra). Östlich des Ortes fließt der Bach Jalovský potok, der in den Liptauer Stausee mündet. Das auf einer Höhe von 634 m n.m. liegende Ortszentrum ist sechs Kilometer von Liptovský Mikuláš entfernt.

## Geschichte
Der Ort wurde zum ersten Mal 1231 schriftlich erwähnt und gehörte bis 1279 direkt zum ungarischen König. 1310 erhielt das Dorf das Marktrecht. 1482 erhielt der Flecken auch das Stadtrecht basierend auf Magdeburger Recht und hatte einige stadtähnliche Merkmale. Neben der Landwirtschaft waren daher Handwerk und Handel, später insbesondere Mauerwerk von Bedeutung.
Der Name Bobrovec leitet sich wohl ebenso wie der Name des nördlich gelegenen Ortes Bobrovček vom Wort bobor, deutsch Biber, ab.

## Bevölkerung
| Jahr                | 1994 | 2004    | 2014    | 2024    |
| ------------------- | ---- | ------- | ------- | ------- |
| Anzahl der Personen | 1811 | 1783    | 1873    | 1984    |
| Unterschied         |      | −1,54 % | +5,04 % | +5,92 % |

| Jahr                | 2023 | 2024    |
| ------------------- | ---- | ------- |
| Anzahl der Personen | 1996 | 1984    |
| Unterschied         |      | −0,60 % |

## Persönlichkeiten
- Jozef Sivák (1886–1959), slowakischer Politiker